# Andriy Fedchuk
Andriy Fedchuk est un boxeur ukrainien  né le 12 janvier 1980 à Kolomyia dans l'oblast d'Ivano-Frankivsk et mort le 15 novembre 2009 à Kosiv, également dans l'oblast d'Ivano-Frankivsk.

## Carrière
Aux Jeux olympiques d'été de 2000, il combat dans la catégorie de poids mi-lourds et remporte la médaille de bronze. Fedchuk décède le 15 novembre 2009 à la suite d'un accident de la route.